# Шмидт, Августа
Августа Шмидт (3 августа 1833, Бреслау, Силезия, Пруссия — 10 июня 1902, Лейпциг, Королевство Саксония, Германия) — германская преподавательница, феминистка, журналистка и общественный деятель, поборница и вождь женского движения в Германии.

## Биография
Августа Шмидт родилась 3 августа 1833 года в городе Бреслау. Была дочерью прусского лейтенанта артиллерии Фридриха Шмидта, в 1842 году переехала с семьёй в Познань, где Шмидт в 1848—1850 годах училась в учительской школе. С 1850 по 1855 год она была домашней учительницей в польской семье и в частной школе в Верхнем Рыбнике. С 1855 по 1860 год она преподавала в муниципальной школе Марии Магдалины в Бреслау, а в 1861 году переехала в Лейпциг, где стала учительницей в женской частной школе. С 1862 года преподавала литературу и эстетику в одной из женских учительских семинарий Отилии фон Штейбер; одной из её учениц была Клара Цеткин.
Вместе с Луизой Отто-Петерс явилась в 1865 году учредительницей и руководительницей Всеобщего немецкого женского союза для расширения области женского труда. В 1869 году стала основательницей ассоциации немецких учительниц и воспитательниц. После смерти Отто-Петерс Шмидт с 1896 года встала одна во главе союза. С 1894 по 1900 год Шмидт была председательницей союза всех германских женских обществ.
В 1890 году она учредила Всеобщий союз немецких учительниц совместно с Элен Ланге. Отошла от дел за два года до смерти.
Шмидт очень много писала в повременной печати о положении женщин в различных областях труда, в школе и семье.